# Producto vacío
En matemáticas, un producto vacío es el resultado de multiplicar entre sí ningún número. Por convención, su valor numérico es 1, el elemento neutro de la multiplicación, de la misma manera que la suma vacía, que es el resultado de sumar entre sí ningún número, vale cero, el elemento neutro de la suma.
El producto vacío se utiliza en matemáticas discretas, álgebra, el estudio de series de potencias y en programación.

## Producto aritmético de cero factores

### Ejemplos
Dos ejemplos frecuentes de producto vacío son a0 = 1 (cualquier número elevado a la potencia cero vale uno) y 0! = 1 (el factorial de cero vale uno).
También se puede hablar de producto vacío en el caso en que el índice inferior de un productorio es mayor que el índice superior, por ejemplo,
{\displaystyle \prod _{i=2}^{1}x_{i}}
Como no existe ningún índice que satisfaga ambas condiciones, es decir, el intervalo {\displaystyle [2,1]} es vacío, el productorio no consta de ningún factor y por tanto vale uno.
Se pueden encontrar más ejemplos de producto vacío en los siguientes artículos: demostración de que e es irracional, factorial, factor primo, números de Stirling, diferencia finita, paradoja del cumpleaños, símbolo de Pochhammer, teorema del binomio, teorema de König, teorema fundamental de la aritmética.

### Justificación intuitiva
Imagine una calculadora que sólo puede multiplicar. Dispone, además de los botones correspondientes a las cifras del 0 al 9, de otros dos botones: "INTRO" y "BORRAR". Se pretende que, si introduce la secuencia "BORRAR - 7 - INTRO - 3 - INTRO - 4 - INTRO", el resultado leído en pantalla sea "84", porque 7×3×4=84. En general, se pretende que:
- la calculadora muestre un número justo después de que el usuario pulse la tecla "BORRAR".
- si hay un número en pantalla y el usuario introduce otro número, se muestre el producto.
- cuando se pulse la tecla "BORRAR" y después se introduzca una secuencia de números, la calculadora muestre su producto.

Entonces, el valor inicial tras pulsar la tecla "BORRAR" debe ser "1". Por tanto, el producto de cero factores vale 1.

### Logaritmos
La definición de un producto vacío se puede derivar de la de la suma vacía:
La suma de dos logaritmos es igual al logaritmo del producto de sus operandos, es decir, para cualquier base b>0 se tiene:
{\displaystyle \log _{b}n+\log _{b}m=\log _{b}nm\,}
y
{\displaystyle b^{\log _{b}n+\log _{b}m}=nm}
y de forma más general
{\displaystyle \prod _{i}x_{i}=b^{\sum _{i}\log _{b}x_{i}}}
es decir, que el producto de todos los elementos de un conjunto es b elevado a la suma de los logaritmos de los elementos de ese conjunto.
Usando esta propiedad como definición y extendiéndola al producto vacío, el miembro derecho de esta ecuación vale b0 para el conjunto vacío, porque la suma vacía vale 0 por definición, y por tanto el producto vacío debe valer 1.

## Cero elevado a la potencia cero
En teoría de conjuntos y combinatoria, el número cardinal nm es el tamaño del conjunto de funciones que va de un conjunto de tamaño m a un conjunto de tamaño n.  Si m es positivo y n es cero, entonces no hay tales funciones porque no existen elementos del segundo conjunto que correspondan a elementos del primer conjunto. Entonces, 0m = 0 cuando m es positivo. Sin embargo, si los dos conjuntos son vacíos (su cardinal es 0), entonces hay una única función, la función vacía, que cumple la condición. Por este motivo, en estos campos de la matemática es frecuente definir 00 como 1 cuando representa un producto vacío.

## Intersección nula
Por motivos similares, la intersección de un conjunto vacío de subconjuntos de un conjunto X es por convención igual a X.

## Producto cartesiano nulo
Considérese la definición general del producto cartesiano:
{\displaystyle \prod _{i\in I}X_{i}=\{f:I\to \bigcup _{i\in I}X_{i}\ |\ \forall i\ f(i)\in X_{i}\}.}
Si I es vacío, la única f que satisface la condición es la función vacía:
{\displaystyle \prod \varnothing =\{f_{\varnothing }:\varnothing \to \varnothing \}.}
Por tanto, el cardinal del producto cartesiano de ningún conjunto es 1.
Según la interpretación más típica en n-tuplas,
{\displaystyle \prod \varnothing =\{()\},}
es decir, el conjunto unitario que contiene únicamente la dupla vacía. Nótese que en ambas representaciones el producto vacío tiene cardinal 1.